# Wladimir Wassiljewitsch Lebedew

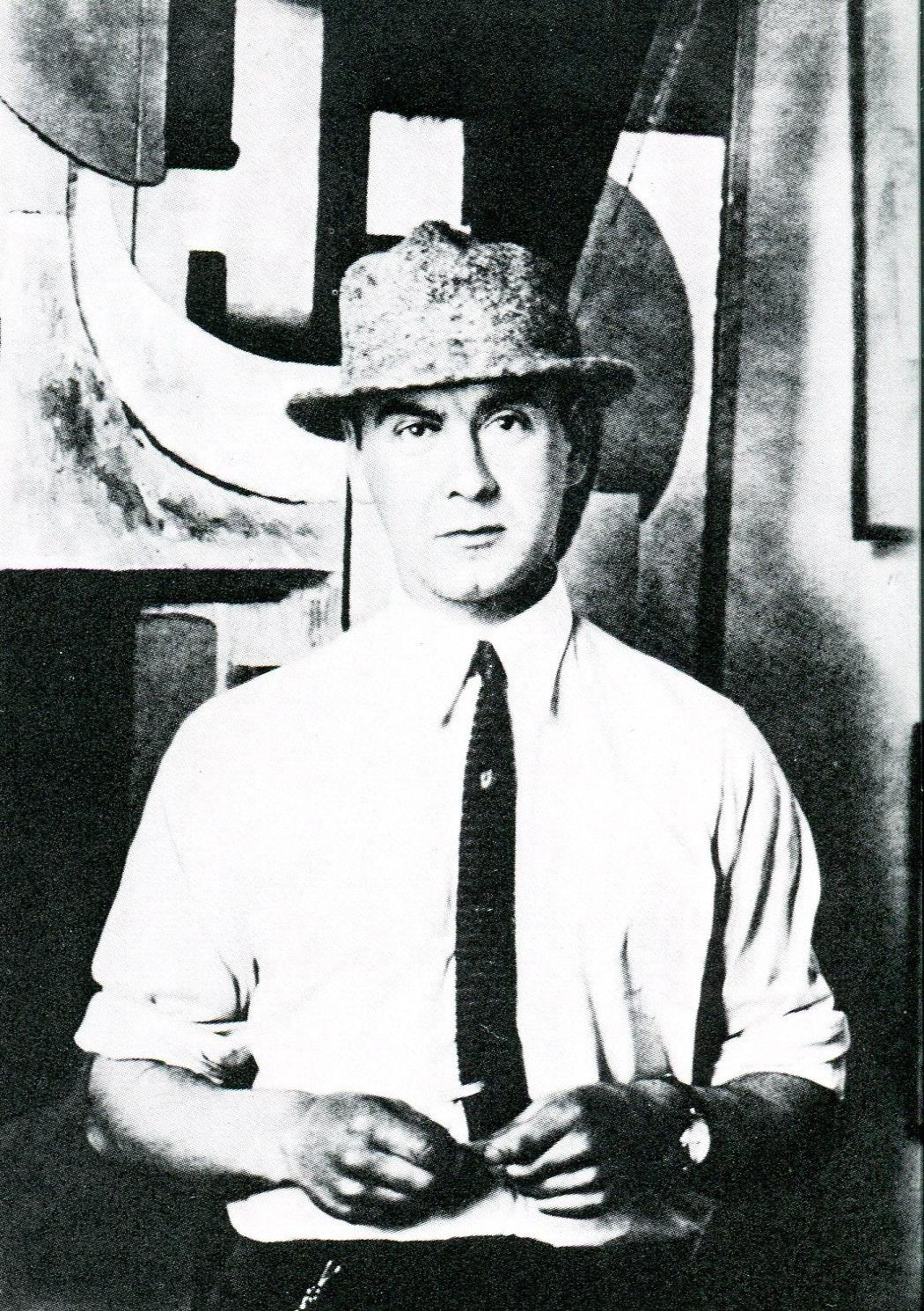
Wladimir Wassiljewitsch Lebedew (1920er Jahre)

Wladimir Wassiljewitsch Lebedew (russisch Владимир Васильевич Лебедев; * 14. Maijul. / 26. Mai 1891greg. in Sankt Petersburg, Russisches Kaiserreich; † 21. November 1967 in Leningrad, Sowjetunion) war ein russischer Maler und Grafiker.

## Leben
Wladimir Lebedew war Leiter des staatlichen Buchverlags OGIS (Abteilung Kinderbücher). Er illustrierte Plakate, Bücher und Zeitschriften. Er gründete die Leningrader Schule, für Buch-Grafiken. Volkskünstler der RSFSR (1966), korrespondierendes Mitglied der Akademie der Schönen Künste der UdSSR (1967). Er erlangte Berühmtheit durch seine Illustrationen zu Gedichten von Samuil Marschak, gilt als der einflussreichste Illustrator des neuen sowjetischen Kinderbuchs. Mit seinen Arbeiten beeinflusste er auch die Entwicklung des Kinderbuchs in anderen europäischen Ländern, wie zum Beispiel in Großbritannien (Puffin Picture Books) oder Frankreich.